# Ruth Gottesman
Ruth Levy Gottesman (geborene Levy, geboren 1930) ist eine US-amerikanische Medizinerin im Bereich Pädagogische Psychologie.
Sie ist Vorsitzendes des Kuratoriums (board of trustees) des Albert Einstein College of Medicine (AECOM) im New Yorker Stadtteil Bronx, an dem sie seit 1968 gearbeitet und als Professorin gelehrt hat. Schwerpunkte ihrer Arbeit lagen im Bereich der Entwicklungspsychologie, insbesondere der Diagnose und Begleitung von Lernbehinderungen. Sie entwickelte unter anderem ab 1992 ein Programm für die Alphabetisierung Erwachsener, das bis heute in Anwendung ist. Im Februar 2024 hat Ruth Gottesman die größte bisher bekannt gewordene Einzelspende an eine medizinische Bildungseinrichtung im Gegenwert von einer Milliarde Dollar an das AECOM geleistet, mit der sie insbesondere den Erlass von Studiengebühren an dieser Universität finanziert. Die Mittel stammten aus dem gemeinsamen Vermögen, das sie mit ihrem im Jahr 2022 verstorbenen Ehemann David Gottesman teilte.

## Wissenschaftlicher Werdegang
Ruth Levy, später Gottesman, studierte am Mount Holyoke College ab 1948 und schloss mit einem Bachelor am Barnard College ab. Sie absolvierte einen Master in Entwicklungspsychologie und promovierte in Pädagogischer Psychologie am Teachers College, Columbia University.
Im Jahr 1968 wechselte Gottesman an das Albert Einstein College of Medicine (AECOM) und dessen Children’s Evaluation and Rehabilitation Center (CERC), an dem sie insbesondere Methoden der Messung und Evaluation von Programmen für Menschen mit Lernbehinderungen entwickelte. Ab 1992 startete sie ein Programm zur Alphabetisierung Erwachsener am CERC und war 1998 Mitgründerin des Fisher Landau Center for the Treatment of Learning Disabilities. Sie ist Emerita im Fachbereich Pädiatrie (Developmental Medicine) and Vorsitzende im Kuratorium (board of trustees) der AECOM.
Erstmals wurde Gottesman 2002 in das Kuratorium berufen, das sie bis 2014 leitete. Nach dem Tod ihres Nachfolgers Roger W. Einiger im Jahr 2020 übernahm sie auf Bitte der Universität erneut diese Rolle, inzwischen 90-jährig. Weitere Funktionen, die Gottesman ausübte, war ab 2007 die Arbeit im Kuratorium des Montefiore Health System und des Montefiore Hospitals, Einstein Medical College.

## Leben
Ruth Levy heiratete im Jahr 1950 David Gottesman. Sie lernten sich 1948 kennen, bevor sie ihr Studium am Mount Holyoke College aufnahm. Sie waren über 72 Jahre verheiratet bis zum Tode von David Gottesman im Jahr 2022. Zusammen haben sie drei Kinder. Die Familie lebte in Rye, New York. Das Forbes Magazin schätzte das Vermögen auf 3 Milliarden Dollar.

## Philanthropie
Seit 1965 hatten Ruth und David Gottesman ihr wohltätiges Engagement über eine eigene gemeinnützige Stiftung, den Gottesman Fund, mit dem US-amerikanischen Status 501(c)3 und Sitz in Washington, gebündelt. Aus diesem Fonds unterstützten sie mit einem eigenen Profil verschiedene Einrichtungen und Organisationen, gerade auch aus der jüdischen Gemeinschaft, die sich in den Bereichen Bildung, Gesundheitsprogramme, Kunst und Kultur engagieren, sowohl in den USA als auch in Israel. An das AECOM hatten Ruth und David Gottesman bereits im Jahr 2008 25 Millionen Dollar gespendet. Aus diesen Mitteln wurde das „Ruth L. and David S. Gottesman Institute for Stem Cell and Regenerative Medicine Research“ begründet und das „Ruth L. Gottesman Clinical Skills Center“ sowie das „Faculty Scholar in Epigenetics“ am AECOM.
Als ihr Mann David Gottesman im Jahr 2022 starb, hinterließ er seiner Frau ein Aktiendepot mit Anteilen am Fonds Berkshire Hathaway zu einer ihr sinnvoll erscheinenden Verwendung. Um höhere Bildung und besseren Zugang dazu zu finanzieren, kündigte Ruth Gottesman die Spende von einer Milliarde Dollar an das AECOM im Februar 2024 an, die vor allem zum Erlass von Studiengebühren genutzt werden soll.